# Selas (kommun i Spanien)
Selas är en kommun i Spanien.   Den ligger i provinsen Provincia de Guadalajara och regionen Kastilien-La Mancha, i den centrala delen av landet, 150 km öster om huvudstaden Madrid. Arean är 44 kvadratkilometer.
Terrängen i Selas är kuperad söderut, men norrut är den platt.